# Metylotrofia
Metylotrofia – sposób wykorzystywania przez mikroorganizmy zredukowanych związków jednowęglowych, które są dla nich jedynym lub dodatkowym źródłem węgla i energii. Do tego typu związków zalicza się m.in.: metan, metanol, aldehyd mrówkowy, kwas mrówkowy. Związkami wykorzystywanymi przez organizmy metylotroficzne mogą także być związki wielowęglowe, lecz posiadające grupę metylową, a pozbawione wiązań pomiędzy dwoma węglami (np. Eter dimetylowy).
Istnieje podział metylotrofii na:
- bezwzględną, czyli sposób odżywiania drobnoustrojów czerpiących energię i węgiel tylko z metanolu i jego związków. Do metylotrofów bezwzględnych należą bakterie, takie jak: Achromobacter methanophila, Methanomonas methanooxidans czy Methylococcus thermophilus.
- względną, czyli występowanie w środowisku metanolu oraz jego związków nie jest obligatoryjnym warunkiem do wzrostu mikroorganizmów, które mogą czerpać węgiel z innych związków organicznych. Do metylotrofów względnych należą:
  - drożdże, na przykład: Candida methanolica, Hansenula polymorpha czy Pichia haplophila
  - bakterie, takie jak: Hyphomicrobium vulgare, czy Metylobacterium organophilum

Mikroorganizmy metylotroficzne znalazły zastosowanie w biotechnologii do produkcji białka paszowego jednokomórkowców, gdzie surowcem stał się łatwo otrzymywalny i tani metanol.